# Bula Bula Quo (Kua Ni Lega)
Bula Bula Quo (Kua Ni Lega) è un brano della rock band inglese Status Quo, uscito come singolo nel giugno del 2013. Bula Bula Quo (Kua Ni Lega) è il 100° singolo pubblicato dagli Status Quo.
Nel Box Limited Edition dell'album Bula Quo!, vi è contenuto anche la versione in vinile di questo singolo.

## Tracce
1. Bula Bula Quo (Kua Ni Lega) (Single Edit) - 3:11 - (Rossi/Young)

## Tracce vinile
1. Bula Bula Quo (Kua Ni Lega) (Single Edit) - 3:11 - (Rossi/Young)
2. Living On An Island (Fiji Style) - 3:46 - (Parfitt/Young)

## Formazione
- Francis Rossi (chitarra solista, voce)
- Rick Parfitt (chitarra ritmica, voce)
- Andy Bown (tastiere, chitarra, armonica a bocca, cori)
- John 'Rhino' Edwards (basso, voce)
- Matt Letley (percussioni)